# Ugtaaltsajdam
Ugtaaltsajdam (mongoliska: Угтаалцайдам Сум, Ugtaaltsaydam, Угтаалцайдам, Ugtaaltsaydam Sum) är ett distrikt i Mongoliet.   Det ligger i provinsen Töv, i den centrala delen av landet, 110 km väster om huvudstaden Ulaanbaatar.